# Lézer

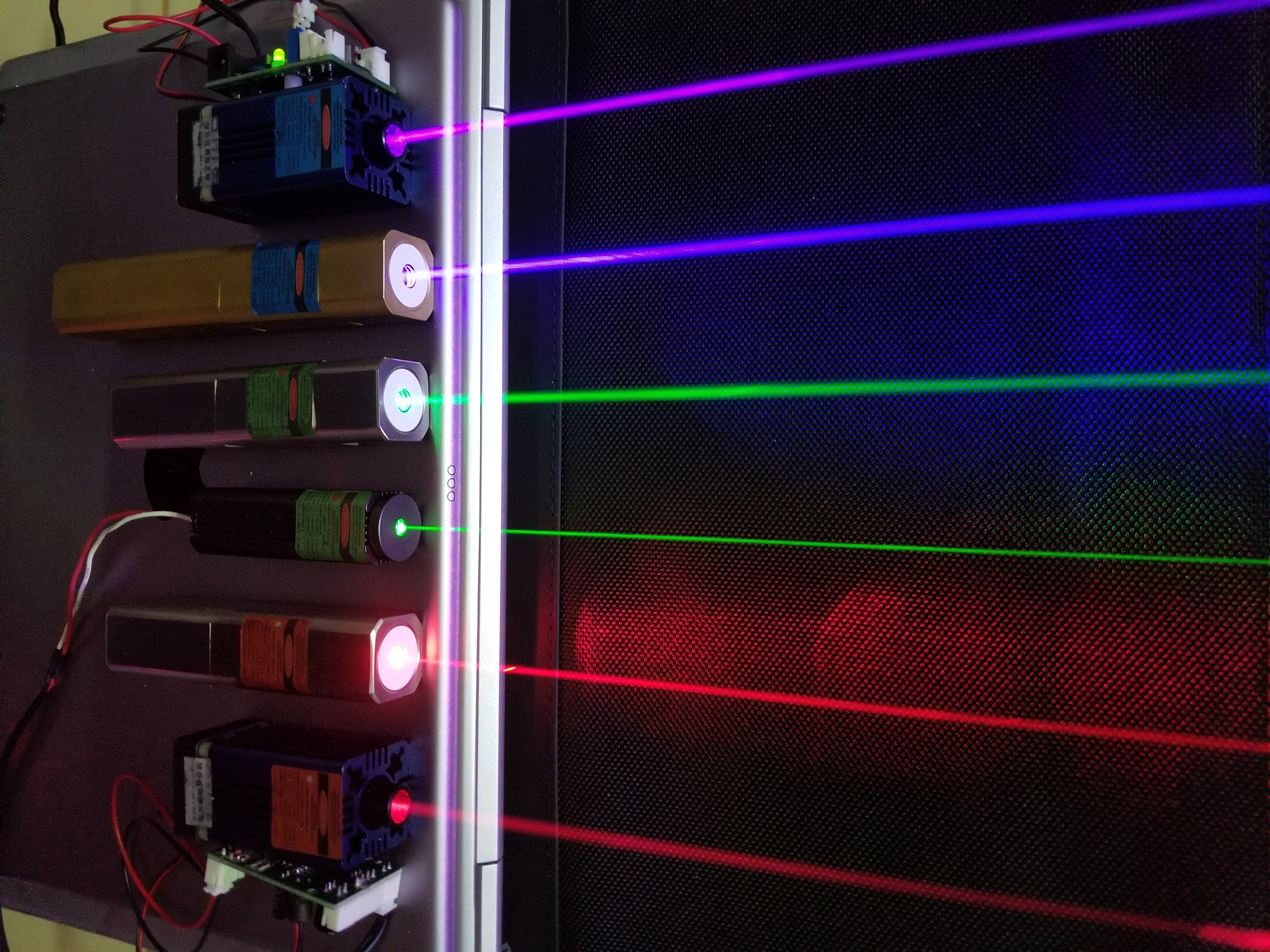
Előadásokhoz alkalmazott pointerek (mutatók) színválasztéka:
pirosak: 635 nm, 660 nm
zöldek: 520 nm, 532 nm
kékek: 405 nm, 445 nm

A lézer olyan fényforrás, amely indukált emissziót használ egybefüggő fénysugár létrehozására. A lézerek tekintetében fény alatt bármilyen frekvenciájú elektromágneses sugárzást érthetünk, nem kizárólag csak látható fényt. Ennek megfelelően beszélhetünk például infravörös sugárzást és ibolyántúli sugárzást kibocsátó lézerekről is.  
Legegyszerűbben kifejezve a lézer koherens (állandó frekvenciájú és állandó fázisú) fénysugár. 
A lézer működési elve a fény gerjesztésén alapul. Az aktív környezetből energiát pumpálnak a rezonátorba, amiben gerjesztik a rezonátorban jelenlevő elektronokat. Az alapállapotba visszaeső elektronok fotonokat bocsátanak ki amelyek a rezonátorban további elektronokat gerjesztenek, stimulálnak. A nagy energiájú fotonok a rezonátor egy féláteresztő tükrén át lépnek ki. A kilépő fénynyaláb koncentrált és egységes hullámhosszú (ld. a kül. hullámhosszú lézerek képet). 

## Nevének eredete
A neve  (laser) az angol Light Amplification by Stimulated Emission of Radiation kifejezés rövidítése (fény erősítése gerjesztett sugárzás által). Magyarországon a kiejtést követő lézer alakban használatos.

## Kifejlesztése
Az első lézert az amerikai Theodore Harold Maiman fejlesztette ki 1960-ban. 1964-ben Alexander Mihajlovics Prohorov szovjet akadémikus, Charles Hard Townes amerikai és Nyikolaj Gennagyijevics Baszov szovjet fizikus a lézer és mézer megalkotásához vezető kvantum-elektrodinamikai kutatásért megosztva Nobel-díjat kaptak.

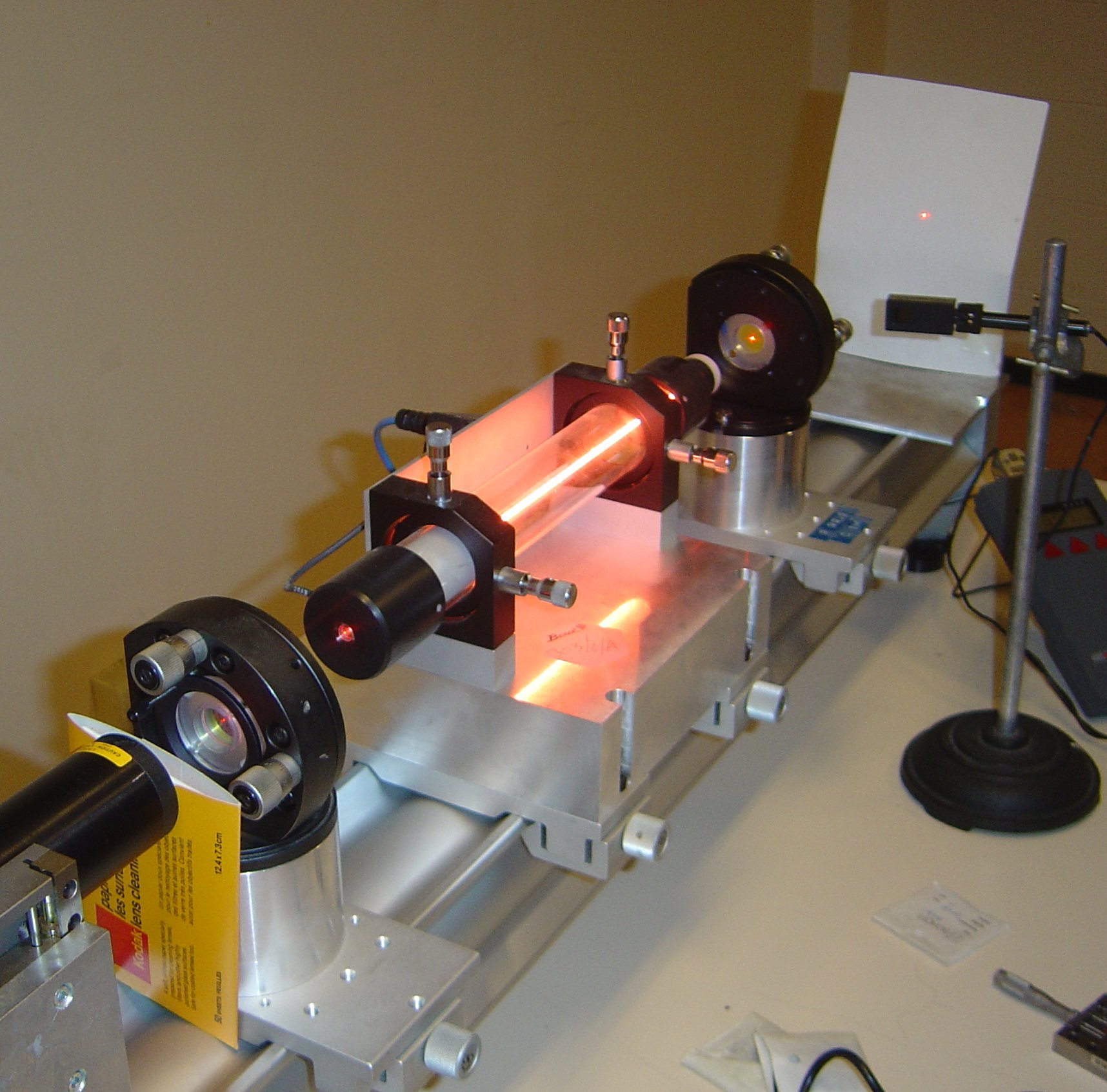
HeNe-lézer bemutatója a Kastler-Brossel Laboratóriumban

## A lézerfény tulajdonságai
- A létrejött fény időben és térben koherens, a lézer által kibocsátott hullámok fázisa a sugár minden keresztmetszeténél azonos.
- A lézernyaláb keskeny és nagyon kis széttartású nyaláb. A lézerfény nagyrészt párhuzamos fénysugarakból áll, nagyon kis szóródási szöggel. Ezzel nagy energiasűrűség érhető el szűk sugárban, nagy távolságokban is.
- A lézerek energiája kis térrészben koncentrálódik, a lézerfény teljesítménysűrűsége a megszokott fényforrásokénak sokszorosa lehet.
- A lézer által kibocsátott hullámok mágneses mezejének iránya állandó.
- A lézerek fénye egyszínű. A lézersugár egy olyan elektromágneses hullám, amely közel egyetlen hullámhosszú összetevőből áll.

## Lézeres adatátvitel
| Szín         | Hullámhossztartomány | Frekvenciatartomány |
| ------------ | -------------------- | ------------------- |
| vörös        | ~ 625–740 nm         | ~ 480–405 THz       |
| narancssárga | ~ 590–625 nm         | ~ 510–480 THz       |
| sárga        | ~ 565–590 nm         | ~ 530–510 THz       |
| zöld         | ~ 500–565 nm         | ~ 600–530 THz       |
| cián         | ~ 485–500 nm         | ~ 620–600 THz       |
| kék          | ~ 440–485 nm         | ~ 680–620 THz       |
| ultraibolya  | ~ 380–440 nm         | ~ 790–680 THz       |

A lézeres átvitelt alkalmazó adóvevő párokat pont-pont közötti adatátvitelre használhatjuk. E kommunikáció napjainkban teljesen digitális, a lézerfény irányított energiakoncentrációja nagyobb távolság (akár 5 km) áthidalását teszi lehetővé. Az illetéktelen lehallgatás, illetve külső zavarás ellen viszonylag védett. Az időjárási viszonyok azonban befolyásolják fény terjedését, így az eső, a köd, a légköri szennyeződések zavarként jelentkeznek, amik a kommunikációt akár teljesen blokkolhatják. 
A lézerfényt azonban nemcsak a szabad térben, hanem ún. optikai szálban is lehet vezetni, így lézeres adatátvitel felhasználható lokális hálózatok, telefonközpontok összekötésére, valamint internetszolgáltatók adatátviteli gerincének kiépítéséhez és videorendszereket összefogó kommunikációs hálózat központi gerincének telepítéséhez. A megvalósított adatátviteli sebesség  jelenleg 1 és 10 Gbps között a leggyakoribb. A technológia folyamatos fejlődést mutat, így a maximálisan elérhető adatátviteli sebesség az előbbieket valószínűleg már meghaladja. Magyarország rendkívül fejlett hagyományokkal rendelkezik lézerfejlesztés terén, a magyar lézeres szakembereket világszerte elismerik. 

### A lézeres kommunikáció története
A szabadtéri optikai átvitel műszaki kiforrottságát gyakran lebecsülik amiatt a téves felfogás miatt, hogy milyen régóta állnak fejlesztés alatt ezek a rendszerek. A szabadtéri optikai átvitelt vagy optikai vezeték nélküli kommunikációs rendszert először Alexander Graham Bell mutatta be a 19. század végén (előbb mutatta be, mint a telefont). Bell szabadtéri optikai kísérletei arra irányultak, hogy az emberi hangot telefonjelekké alakította, és a vevők között a szabad téren át egy fénysugár mentén továbbította mintegy 180 méter távolságra. Bell a kísérleti eszközt "fotofonnak" nevezte, és ezt az optikai technológiát – és nem a telefont – tartotta elsődleges találmányának, mivel így az átvitelhez nem volt szükség vezetékekre. 
Habár Bell fotofonja soha nem vált a mindennapi élet valóságává, demonstrálta az optikai kommunikáció alapelvét. A mai szabadtéri optikai átviteli vagy szabadtéri optikai kommunikációs rendszerek műszaki megoldásait lényegében az elmúlt 40 év során alakították ki, főként védelmi alkalmazásokra. Azáltal, hogy a szabadtéri optikai átvitel fő műszaki kihívásait megoldották, a légvédelmi illetve védelmi tevékenység olyan erős alapot jelent, amelyre a mai üzleti lézeres rendszereket alapozni lehet.
S most nézzük meg, hol tart a lézer történeti fejlődésében.
The New York Times egyik cikkében arról tudósított, hogy a világon az elmúlt két évben több mint 200 millió km hosszúságú száloptikai kábelt fektettek le, mivel a szolgáltatók reagáltak az internet-jelenségre és a végfelhasználók kielégíthetetlen sávszélesség-éhségére. 
Az optikai kábelek lefektetésébe beruházott hatalmas összegek ellenére ennek legnagyobb része kihasználatlan, az irodai, kereskedelmi és ipari épületek 80-90%-a egyszerűen képtelen kielégítő sebességgel és biztonságban kapcsolódni a száloptikai gerinchálózathoz, mivel jellemzően az alternatív kapcsolatként felmerülő Wi-Fi-megoldások sorra kudarcot vallanak. Jelenleg a lézer optikai átviteli rendszerek jelentik az egyik legígéretesebb megoldást a feljövőben lévő széles sávú kapcsolatok igényeinek kielégítésére, és a kereskedelmi és ipari épületek gerinchálózatra való illesztésén kialakult szűk keresztmetszetre. A lézer-optika átviteli rendszerek számos kedvező jellemzővel bírnak, a legfontosabb ezek közül az alacsony beruházási és működési költség, a gyors telepítés, az optikai technológiának köszönhetően a száloptikai kábelekre jellemző több gigabites sávszélesség, a zavarokkal szembeni érzéketlenség és a lehallgatás elleni védelem.

## A lézer egyéb felhasználási területei
- szemműtét[1] és szemvizsgálat.[2]
- navigáció: autonóm járművek[3] és felderítőrobotok[4] lézernyaláb segítségével képezik le 3 dimenzióban a terepet.
- polimerek fóliák, szövetek hegesztése: a lézerrel megolvasztják a műanyagot az érintkezési felületen, mely megszilárdulva mechanikailag ellenálló kötést hoz létre.[5]
- fogfúrás: ennek elterjedésére még várni kell, de a technológia létezik. Másodpercenként 500 ezer lézerimpulzussal távolítják el a szuvas fogterületet vagy az öreg fogtömést.[6]
- rakétaelhárítás: széles spektrumú lézernyalábbal tartják távol a hőkövető rakétákat.[7]
- fémfelületek polírozása.[8]
- villámvédelem: lézersugárral idéznek elő elektromos kisüléseket a felhőkben.[9]
- biológiai vizsgálatok során használt fénymikroszkópok gyakran használnak különböző lézereket a minta megvilágítására, vagy a fluoreszkáló anyag gerjesztésére

## A lézer mint fegyver
A regényírók, filmkészítők fantáziáját már korán megfogta az irányított energiasugár, akik jellemzően fegyver formájában alkalmazták történeteikben. 
A Csillagok Háborúja univerzumban jellemzően impulzusokat jól láthatóan kibocsátó kézifegyverekként és lövegekként szerepeltek, emellett a jelen technológiai ismereteket szintén meghazudtoló fénykardok is jelentős szerepet kaptak.